# آشپزی بلغاری

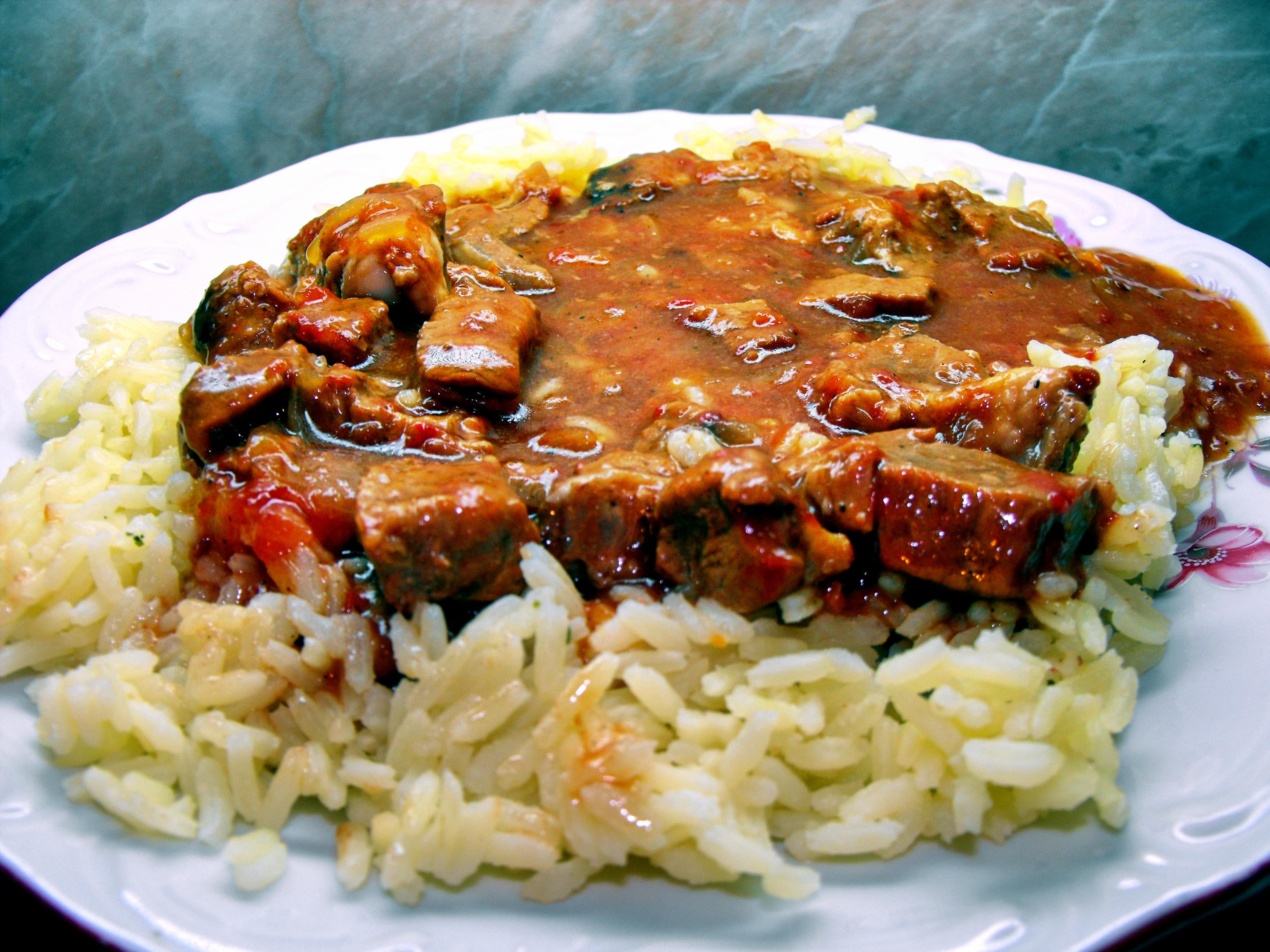
کباب بلغاری با برنج

آشپزی بلغاری نمادی از آشپزی اروپای جنوب شرقی است. دارای ویژگی‌های مشترکی با بقیهٔ آشپزی بالکان می‌باشد. پخت و پزهای مرسوم بلغاری به دلیل عوامل جغرافیایی، همچون شرائط آب و هوایی مناسب برای پرورش انواع سبزیجات، رستنی‌ها و میوه‌ها، متنوع می‌باشد. جدا از تنوع وسیع غذاهای بلغاری، آشپزی بلغاری در برخی از غذاها با آشپزی ایرانی، ترکی و یونانی مشترک است.
غذاهای بلغاری اغلب با سالاد به عنوان پیش غذا همراه است و همین‌طور به خاطر اهمیت دادن به فراورده لبنی، شراب و نوشیدنی‌های الکلی دیگر، مانند راکیا مورد توجه قرار دارد. آشپزی بلغاری همچنین دارای ویژگی تنوع در سوپ، همچون سوپ سرد زاتزیکی و شیرینی‌ها، همچون خمیر فیلو بر پایه بانیتسا، پیتا و انواع مختلف بورک است.
آشپزی اصلی به‌طور عمده مبتنی بر خورش‌های مایعاتی، چه گیاهی یا با گوشت گوسفند، بز، گوساله، مرغ یا خوک می‌باشد. نحوه پخت سرخ نمودن عمیق، رایج نیست ولی کباب پز نمودن– به ویژه برای انواع مختلف سوسیس – خیلی مشهود است. مصرف گوشت خوک رایج است که اغلب با گوشت گوساله یا گوسفند مخلوط می‌گردد، اگر چه گوشت ماهی و مرغ هم به‌طور وسیعی مورد استفاده قرار می‌گیرد. در حالی که بیشتر دام‌ها با ارجحیت تولید شیر نسبت به گوشت پرورش داده می‌شوند، گوشت گوساله برای گوشت کبابی پیش خوراک مزه و استفاده در بعضی غذاهای اصلی محبوب است. به عنوان صادر کننده قابل توجه گوسفند، میزان مصرف بلغاری‌ها، به ویژه در فصل بهار، قابل توجه است.

## غذاهای سنتی بلغاری
صبحانه بلغاری
- بورک - شیرینی که با مواد گوناگون پر شده است، خاستگاه آن از ترکیه می‌باشد.

سوپ‌ها و خورش‌ها
- سوپ اسفناج - همراه با تخم مرغ و سیرنه.
- سوپ عدس - سوپ عدس قهوه ای.
- سوپ مرغ - همراه با موادغذایی رشته فرنگی، سیب زمینی و سبزیجات درست می‌شود.